# Сольники (Любуське воєводство)
Сольники (пол. Solniki) — село в Польщі, у гміні Кожухув Новосольського повіту Любуського воєводства.
Населення — 259 осіб (2011).
У 1975-1998 роках село належало до Зеленогурського воєводства.

## Демографія
Демографічна структура станом на 31 березня 2011 року:
|          | Загалом | Допрацездатний вік | Працездатний вік | Постпрацездатний вік |
| -------- | ------- | ------------------ | ---------------- | -------------------- |
| Чоловіки | 128     | 29                 | 95               | 4                    |
| Жінки    | 131     | 35                 | 73               | 23                   |
| Разом    | 259     | 64                 | 168              | 27                   |